# 司法律法
キリスト教では、司法律法（しほうりっぽう）とは聖書のモーセ五書のモーセの律法。刑法規定。

## 死刑
- 殺人　（創世記9:6、出21:12、申命記19:11-13）
- 誘拐　（出21:16、申命記24:7）
- 偶像崇拝 （レビ20:1-5、申命記17:2-5）
- 魔術　「魔術をつかふ女を生しおくべからず」（出エジプト22:18、文語訳聖書）
- 偽預言者（申命記18:10-11、20）
- 冒涜 「神を冒涜する者はだれでも、その罪を負う。主の御名を呪う者は死刑に処せられる。共同体全体が彼を石で打ち殺す。神の御名を呪うならば、寄留する者も土地に生まれた者も同じく、死刑に処せられる。」（レビ24:15-16、新共同訳聖書）
- 安息日　（出31:14）
- 不倫 「人がもし、他人の妻と姦通するなら、すなわちその隣人の妻と姦通するなら、姦通した男も女も必ず殺されなければならない。」（レビ20:10、新改訳聖書）「夫のある女と寝ている男が見つかった場合は、その女と寝ていた男もその女も、ふたりとも死ななければならない。あなたはイスラエルのうちから悪を除き去りなさい。」（申命記22:22、新改訳）
- 結婚前に処女性を喪失した女性 「この非難が真実であって、その女に処女の証拠が見られない時は、その女を父の家の入口にひき出し、町の人々は彼女を石で撃ち殺さなければならない。彼女は父の家で、みだらな事をおこない、イスラエルのうちに愚かな事をしたからである。あなたはこうしてあなたがたのうちから悪を除き去らなければならない。」（申命記22:20-21、口語訳聖書）（申命記22:13-21）
- 婚約者のいる処女を強姦した男性 「もし処女である女が、人と婚約した後、他の男が町の内でその女に会い、これを犯したならば、あなたがたはそのふたりを町の門にひき出して、石で撃ち殺さなければならない。これはその女が町の内におりながら叫ばなかったからであり、またその男は隣人の妻をはずかしめたからである。あなたはこうしてあなたがたのうちから悪を除き去らなければならない。しかし、男が、人と婚約した女に野で会い、その女を捕えてこれを犯したならば、その男だけを殺さなければならない。」（申命記22:23-25、口語訳聖書）（申命記22:23-27）
- 男性同性愛　「男がもし、女と寝るように男と寝るなら、ふたりは忌みきらうべきことをしたのである。彼らは必ず殺されなければならない。その血の責任は彼らにある。」（レビ20:13、新改訳聖書）
- 獣姦　（レビ20:15-16）
- 近親相姦　（レビ20:1-12,14）[1]

## 現代適用
ユダヤ教はヘブライ語聖書を聖書正典とするが、2010年時点のイスラエルの刑法は異なる運用がされている。また、旧約聖書はキリスト教の聖書正典であるが、司法律法は当時のイスラエル時代に適用されるとする神学があり、キリスト教国においてもこの通りの死刑が行われた例は多くないが、グレッグ・バーンセンの『現代に生きるための旧約律法』は、神が定められた刑罰は重すぎもせず、軽すぎもしないため、石打刑も含めてこの通りの処罰が妥当であるとしている。キリスト教再建主義では、石打刑を含めた司法律法の復活が主張されており、ジャン・カルヴァンは申命記の講解説教で司法律法の現代適用を教えているとされる。律法の現代適用をめぐっては議論がある。ヨハネによる福音書7章53節-8章11節の聖書記事は、司法律法の廃止と解釈されることがあるが、バーンセンはそれを否定し、この箇所が律法の有効性をなくすものでは無いと教えている。
重大な罪に対して、神がより重い刑罰を定めたと理解されている。